# Siphona alticola
Siphona alticola là một loài ruồi trong họ Tachinidae.